# Karel Verbist

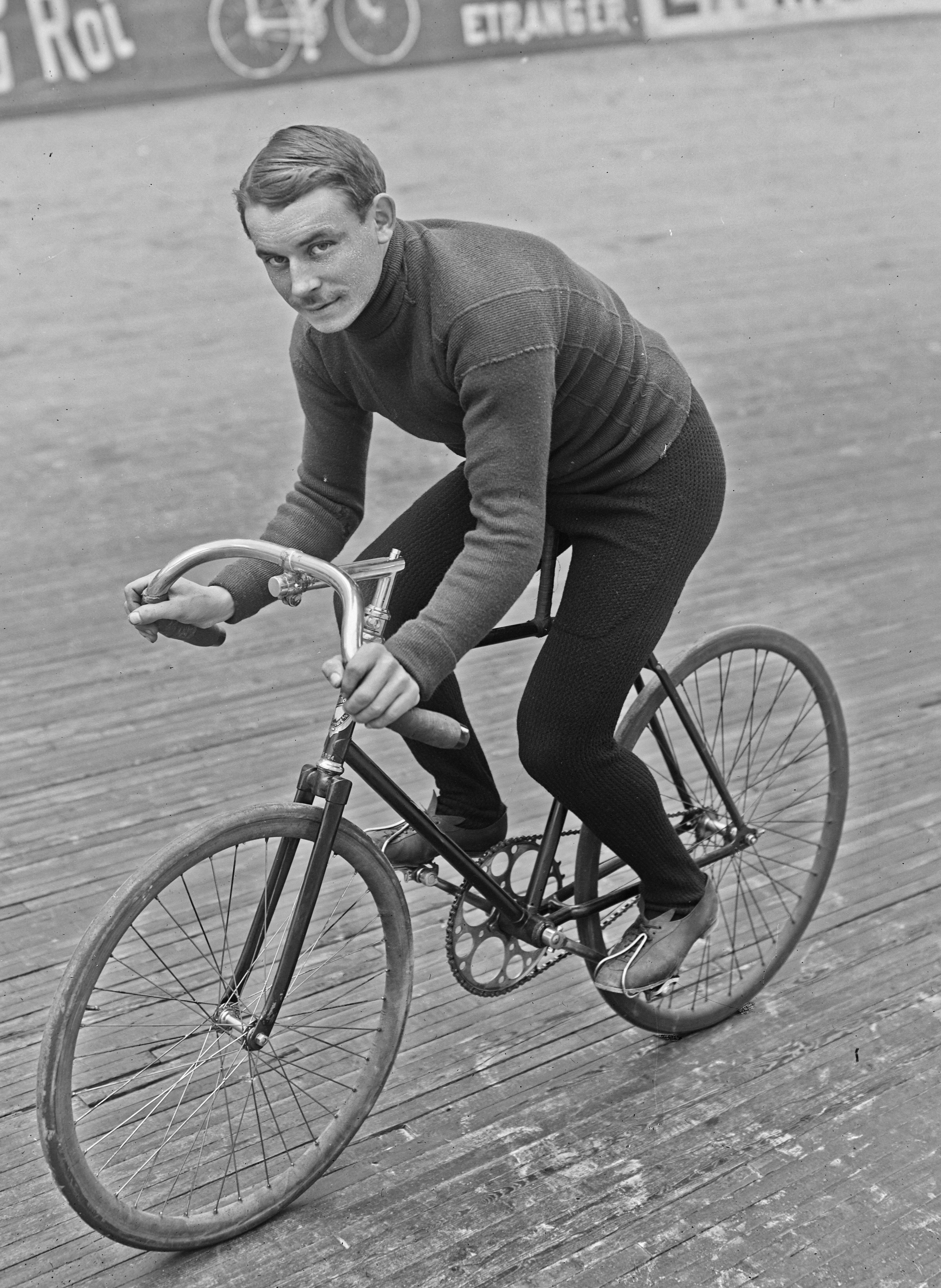
Karel Verbist (1907)

Karel (auch „Carl“, „Charles“ oder "Sjoareltsje") Verbist (* 16. August 1883 in Antwerpen; † 21. Juli  1909 in Brüssel) war ein belgischer Radrennfahrer.

## Leben und Karriere
Karel Verbist kam während seiner Maurer-Lehre mit dem Radsport in Berührung und fuhr zunächst als Amateur für einen Verein. 1906 machte er auf sich aufmerksam, als er unerwartet ein 24-Stunden-Rennen in Antwerpen gewann. Daraufhin trat er zu den Profis über.
1907 belegte Verbist bei der Profi-WM der Steher in Paris den zweiten Platz. In den folgenden beiden Jahren besiegte Verbist nahezu alle damaligen namhaften Fahrer und gewann zahlreiche Große Preise. 1908 und 1909 wurde er Belgischer Meister der Steher. 1908 war er zudem der erste, der 100 km hinter Schrittmacher unter einer Stunde fuhr.
Am 18. Juli 1909 gewann Verbist in Anwesenheit des Königs Leopold von Belgien den Preis des Königs vor Léon Vanderstuyft, Louis Darragon und Georges Parent. Nur drei Tage später starb er am belgischen Nationalfeiertag nach einem Sturz auf der Karreveld-Radrennbahn in Brüssel. Der äußerst beliebte Radrennfahrer erhielt ein Staatsbegräbnis unter der Anteilnahme von mehreren tausend Menschen. Bis heute ist ein Lied mit folgendem Text in Belgien populär:
Charelke, Charelke, Charelke Verbist.

Had gij niet gereden op de pist.

Had gij niet gelegen in uw kist.

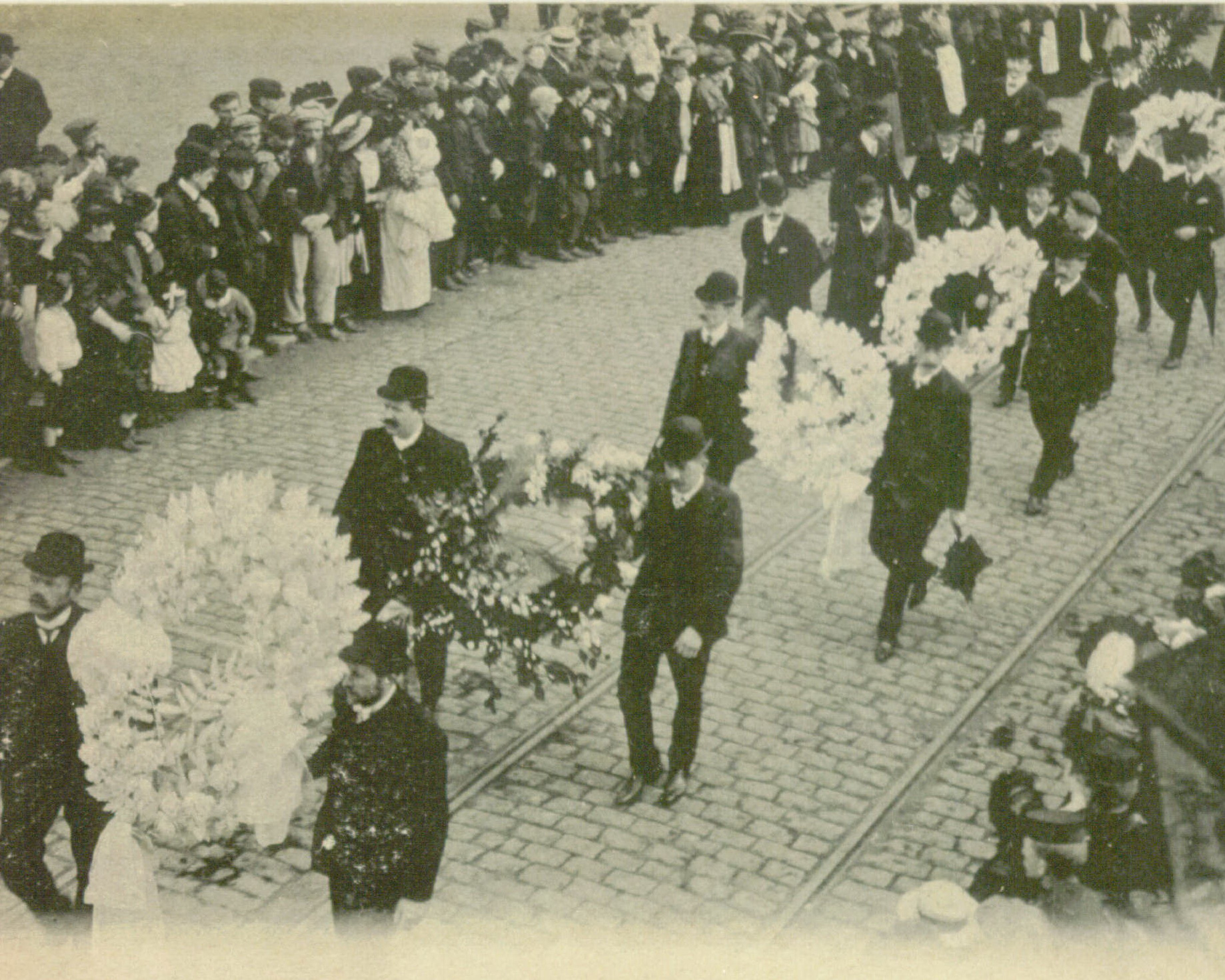
Beerdigung von Verbist am 26. Juli 1909

Auf dem Gemeindefriedhof von Wijnegem ist das prächtige Grabdenkmal für Verbist zu sehen.